# Ich bin Anastasia
Ich bin Anastasia ist ein deutscher Dokumentarfilm von Thomas Ladenburger aus dem Jahr 2019 und begleitet den Transitionsprozess von Oberstleutnant Anastasia Biefang. Sie ist die erste transgeschlechtliche Person in der Geschichte der Bundeswehr, die einen Dienstposten als Kommandeurin bekleidet.

## Handlung
Der Film dokumentiert Anastasia Biefangs Prozess der Transition: soziale, körperliche und juristische Änderungen, um die eigene Geschlechtsidentität auszudrücken. Dabei geht der Regisseur episodenhaft vor und wechselt zwischen reiner Beobachtung und Interview-Situationen.
Der Film setzt nach dem Coming-out ein, als sich Biefang soweit gefestigt fühlt, dass sie ihre Transidentität nach außen lebt, kein Doppelleben mehr führt, sondern eine feste Partnerschaft mit Samanta. Besonderes Konfliktpotential scheint dabei im beruflichen Umfeld zu liegen: Biefang ist Soldatin bei der Bundeswehr. Zudem steht kurz nach ihrer geschlechtsangleichende Operation eine Beförderung bevor: sie wird Bataillonskommandeurin. Unsicherheit auf beiden Seiten der Befehlskette werden jedoch sehr bald durch professionelles Arbeiten und bewiesene Qualifikationen aufgelöst. Für Biefang ist der Beruf auch eine Berufung, in der sie Erfüllung findet. Das wird auch deutlich bei einem bevorstehenden Auslands-Einsatz in Afghanistan. Biefang ist voller Vorfreude, ihre Partnerin Samanta ist besorgt um den möglichen Tod ihrer Freundin. Beide heiraten noch vor der Abreise. Per Skype-Gespräch attestiert Samanta ihrer Ehefrau, dass sie ‚glücklich/zufrieden‘ wirke.
Zu den sozialen Veränderungen werden die Eltern interviewt und in Rückblicken erzählt Biefang selbst von ihrer sozialen Entwicklung. Auch bei persönlichen und intimen Momenten ist die Kamera dabei, vor und nach der geschlechtsangleichenden Operation: von der „Schwanz-ab-Party“ hin zur „Vagina-Party“.
Biefangs Vater war ebenfalls bei der Bundeswehr und berichtete aus seiner aktiven Laufbahn von einer Begegnung, bei der er einen Soldaten später als weiblichen  Offizier wieder trifft: WSO Christiane Meiners, die in einem Exkurs interviewt und porträtiert wird.

## Produktion
Biefang äußerte in einem Interview 2019 mit Ute Welty auf DLF Kultur ihre Motivation für den Film: „das Thema sichtbar zu machen“. Ihr Selbstbild als Frau in der Bundeswehr beschreibt sie so: „Wir müssen nicht die besseren Männer sein, sondern einfach tolle Frauen.“
Der Film wird von missingFILMs vertrieben und erschien am 21. November 2019 in den deutschen Kinos.

## Kritik
Linus Giese ist in einem Interview auf DLF Kultur nach dem Film zwiegespalten: er finde es wichtig, dass es den Film gibt und das Thema Trans* mediale Aufmerksamkeit bekommt. Sein Hauptkritikpunkt ist das Fehlen einer einordnenden und erklärenden Stimme aus dem Off. Jede Transition sei – je nach Persönlichkeit und Bedürfnissen – individuell anders gestaltet. Der Zuschauer könne den Eindruck bekommen, alle Transmenschen denken so. Es sei ihm wichtig herauszustellen, dass jede Transition unterschiedliche Schwerpunkte setze. Ebenfalls nicht gefallen hab ihm die fast schon klischeehafte Zurschaustellung von Biefangs nacktem Oberkörper. Sehr viel interessanter hätte er die Vertiefung von sozialen Aspekten der Transition gefunden, z. B. der Trennung Biefangs von ihrer ersten Ehefrau. Durch das Coming-out belastete und daran zerbrochene Beziehungen sei ein Thema, das häufig bei Transmenschen vorkommen würde. Die Aussagen der Eltern, Biefang sei „ein ganz normaler Junge gewesen“, würde er auf sich bezogen als nicht erwünscht empfinden und fragt sich, wie Anastasia sich bei dieser Aussage gefühlt habe; diese Frage blieb im Film unbeantwortet.
Besonders gut gefallen habe Giese die Beschreibung der spannenden Entwicklung des Bewusstwerdens der Andersartigkeit unter dem Motto: „Wie finde ich eigentlich heraus, was ich mir wünsche? Und wie finde ich heraus, wie ernsthaft meine Wünsche sind?“ Angefangen von ersten unschuldigen Momenten, ein Kleid anzuprobieren – über die Zwischendefinition sexueller Erregung beim Anziehen von Frauenkleidern – bis hin zum ersten (auch im Film) sehr emotionalen Moment der vollen Akzeptanzbekundung durch die Eltern.
Manfred Riepe von epd Film stellt die Gegensätze im Film in den Vordergrund seiner Kritik: urwüchsige Männlichkeit und stramm stehende Herren auf der einen Seite, „Tschüss Pimmel!“-Momente und eine als Vagina dekorierte Eingangstür zum Hindurchgehen auf der anderen Seite. Für Riepe eine „zuweilen etwas irritierende[n] Detailfreudigkeit“ und teilweise „provozierende Bilder“. Jedoch brächten alle Vorgesetzten und Untergebenen viel Verständnis auf, nach anfänglicher Skepsis. In Ich bin Anastasia prallten Welten aufeinander, was den Film zu einem Erlebnis mache. Dafür sinnbildlich sei eine Szene, in der Soldaten verkleidet als vollverschleierte Afghanin einen Einsatz proben: „Der Widerspruch zwischen einem Mann, der freiwillig zur Frau wurde, und einer Frau, die aus religiösen Gründen zum Tragen einer Burka gezwungen wird, könnte nicht größer sein.“
Für Barbara Schweizerhof vom Magazin Sissy ist das Thema Trans* für sehr viele immer noch ein Tabu. Das zeige sich auch in den anfänglichen Befremdungs-Bekundungen im Film. Jedoch lasse die Trans-Thematisierung durch den Film „auf eine längst überfällige Toleranz- und Lernleistung der Gesellschaft bezüglich der Vielfältigkeit von Geschlechteridentität schließen“. Alten Klischeevorstellungen der Bundeswehr als Hort der Heteronormativität, in der genau geregelt wird, wie Männer und Frauen ihre Haare zu tragen haben, entledige sich die hier gezeigte Bundeswehr in verblüffendem Tempo als Vergangenheit und bestärkt sich selbst durch einen integrativen Lernprozess. So bekommt auch ein von Biefang zitierter Hasskommentar eine ganz neue Bedeutung: „Die Bundeswehr ist so ziemlich das krasseste Gegenteil von allem, für das die Wehrmacht stand“ – gemeint als ‚damals die besten Soldaten der Welt, heute Schwuchteln und Transen‘ wird er umgedeutet zu ‚Die Bundeswehr kann froh sein, von solchen Leuten nicht mehr bewundert zu werden‘.

„Ich bin Anastasia ist ein betont unaufgeregter Film, der darin seiner pragmatischen Protagonistin sehr gerecht wird. […] Indirekt demonstriert der Film hier, wie gewollte Peinlichkeiten die Fesseln der Scham aufbrechen und Angst nehmen können. […] Er nimmt Angst vor einem Thema, an das sich viele auch aus Sorge, etwas falsch zu machen, nicht herantrauen.“

## Festivals und Auszeichnungen
Der Film wurde 2019 bei etlichen Festivals gezeigt, unter anderem beim DOK.fest München, dem Seattle Queer Film Festival, den Filmkunsttagen Sachsen-Anhalt, dem 23. Queer Filmfest Weiterstadt und bei Queer-Streifen Regensburg.